# 드와이트 하우저
드와이트 하우저(Dwight Hauser, 1911년 7월 4일 ~ 1969년 1월 18일)는 미국의 배우, 각본가, 영화 프로듀서이다.
아이다호주에서 태어났다.

## 영화
- 아마 걸스 (1958년)